# Gibralfaro

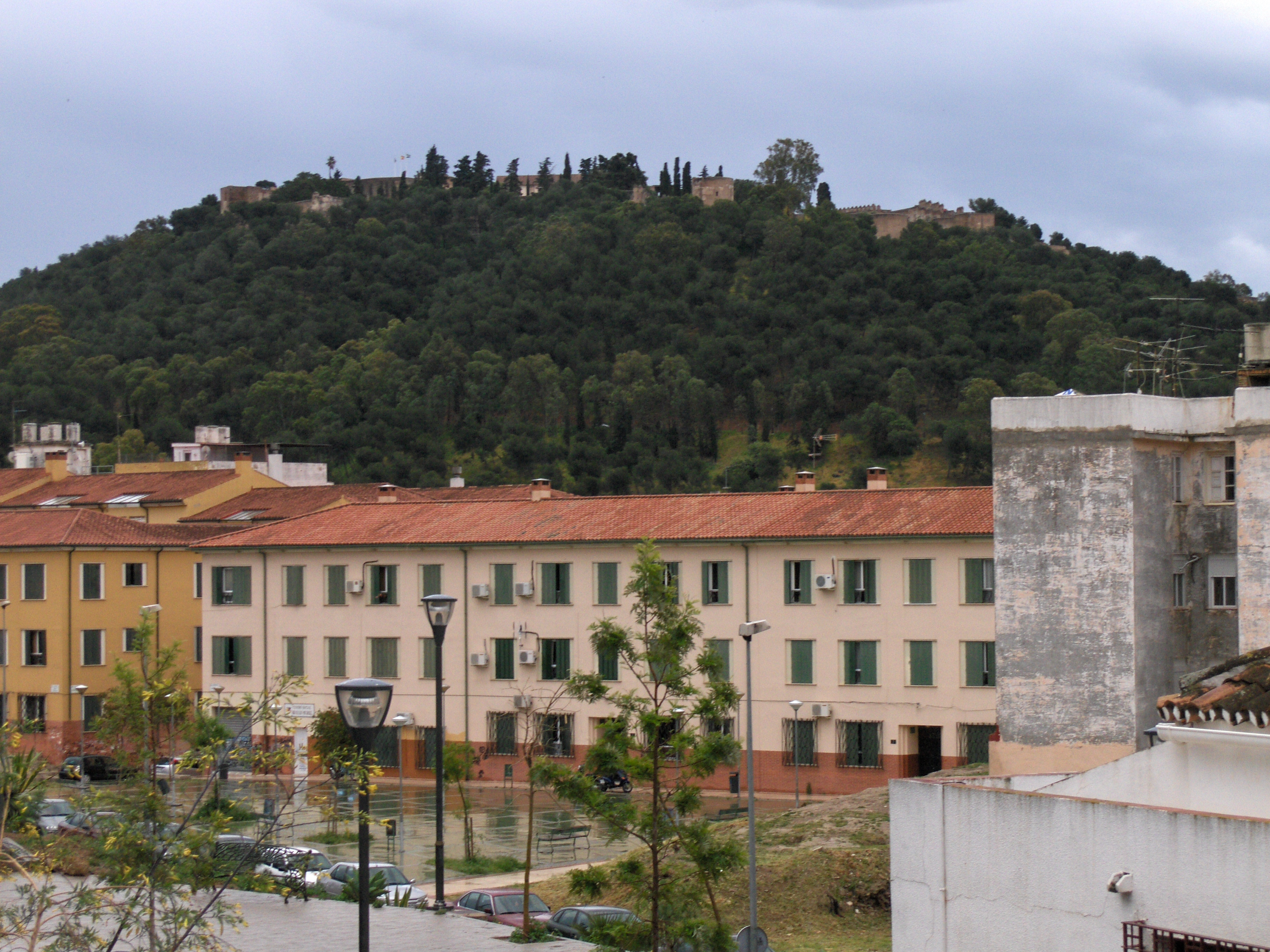
Der Gibralfaro mit der gleichnamigen Festung auf dem Gipfel (2009)

Der Berg Gibralfaro (spanisch: Monte Gibralfaro) ist ein 130 m hoher Hügel im Zentrum von Málaga. Es ist ein Ausläufer der Montes de Málaga und Teil der Cordillera Penibética.
Auf dem Berg befindet sich das Castillo de Gibralfaro. Die Festung ist mit der Alcazaba von Málaga verbunden.